# Калье-За
Калье-За (перс. قلعه زا) — село в Ірані, у дегестані Кухестані-є-Талеш, у Центральному бахші, шагрестані Талеш остану Ґілян. За даними перепису 2006 року, його населення становило 20 осіб, що проживали у складі 4 сімей.